# Burg Pfalzel
Die Burg Pfalzel ist eine ehemalige Burg in Trier-Pfalzel in Rheinland-Pfalz.
Sie entstand im 12. Jahrhundert als Burg der Trierer Erzbischöfe im südwestlichen Teil des ehemaligen römischen Palatiolums,
in dessen südöstlichem Teil sich der Stiftsbering mit der Stiftskirche, der im 11. Jahrhundert unter Poppo von Babenberg aus einem Benediktinerinnenkloster hervorgegangen war, befand.
Die Burg wurde im 16. Jahrhundert und nochmals Ende des 17. Jahrhunderts im Holländischen Krieg zerstört.
Das Gebiet ist eine Denkmalzone, es sind mehrere Türme erhalten. Große Teile der ehemaligen Burg sind in die heutigen Wohnhäuser integriert worden.

## Beschreibung

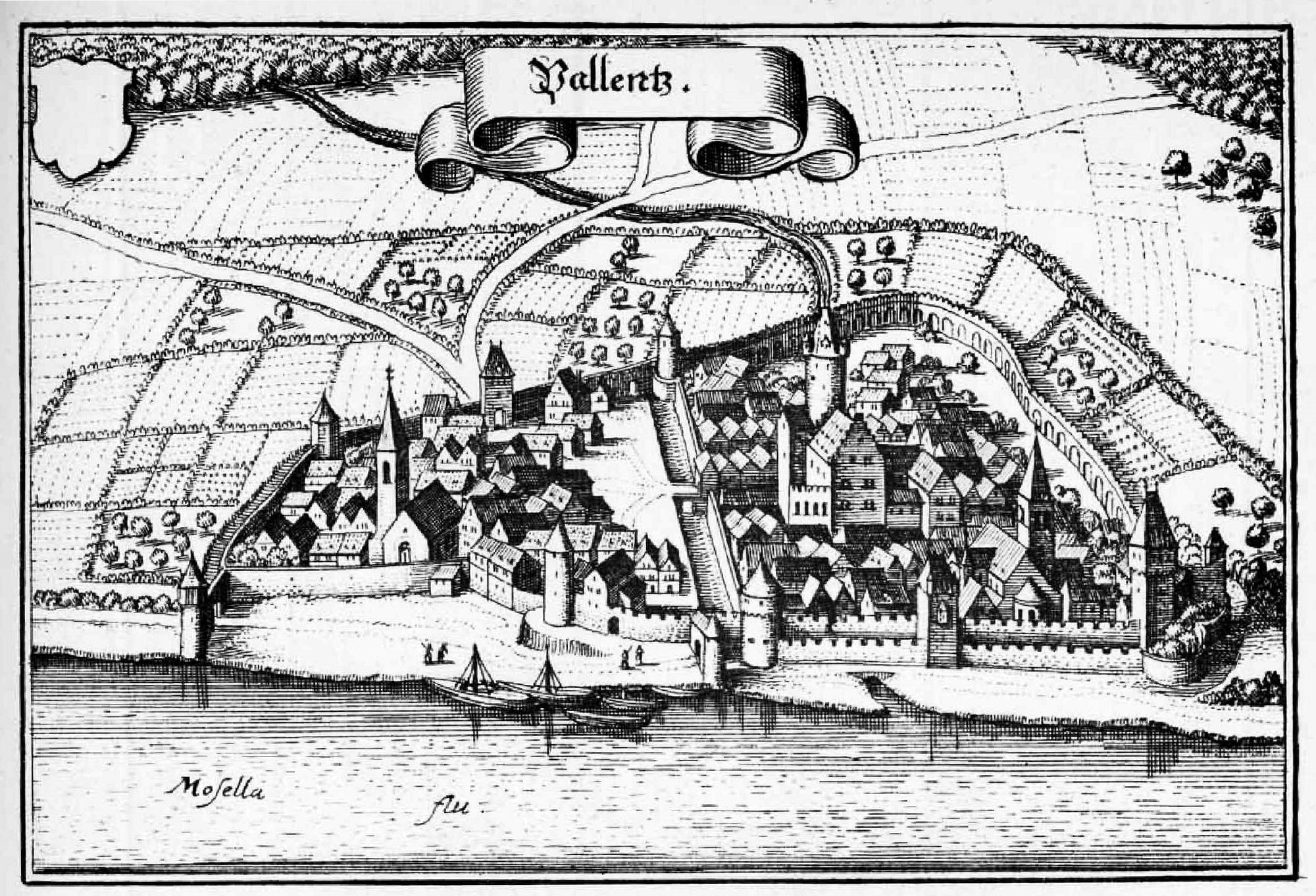
Ansicht von Merian 1646

Die ehemalige erzbischöfliche Burg wurde wohl um 1131–52 unter Albero von Montreuil, der im Streit mit dem Trierer Stadtgrafen Ludwig von der Brücke lag, über dem südwestlichen Flügel des römischen Palatiolums errichtet in nahezu rechteckiger Form als Wasserburg mit Graben. Der einzige Zugang zur mittelalterlichen Kernburg war der heute noch vorhandene Torturm.
Die Anlage wurde unter Arnold II. von Isenburg und Heinrich II. von Finstingen im 13. Jahrhundert erneuert.
Ein Umbau erfolgte im 15. und frühen 16. Jh.
1552 wurde die Burg mit dem ganzen Ort im Feldzug des Markgrafen Albrecht von Brandenburg eingeäschert.
Nach einem Wiederaufbau (?) wurde sie im Holländischen Krieg 1673/74 zerstört.
Es erfolgte ein Einbau zahlreicher kleiner Wohnhäuser und landwirtschaftlicher Bauten.
Mauerreste sind zu finden in den Häusern Burgstraße 2–10, 3, 4, 5 und 6.
Bei Haus-Nr. 2 ist ein Stumpf des polygonalen Treppenturms an der Nordwestecke und zwischen Nr. 5 und 6 ein Torturm mit zwei Wappen Erzbischofs Johann II. von Baden (1450–1503).
Mauerreste finden sich auch am Kirchplatz 4 und 10, bei Nr. 4 auch noch ein Rest des nordöstlichen Eckturms.
In der Stiftstraße 10 (heute eine Scheune, bezeichnet 1695) sind Reste des ehemaligen Palas (Kellergewölbe, vom Hauptsaal vermauerte Kreuzstockfenster, Konsolen) vorhanden;
im Vorgarten von Burgstraße 10 sind Reste des wohl auf römischen Fundamenten aufbauenden Bergfrieds.
Ein ehemaliger Wirtschaftshof ist weitgehend als Freifläche mit der ehemaligen Zehntscheune in der Residenzstraße 22 und der Genovevastraße 6a erhalten.
Zu dem Anwesen gehörte auch die sog. Stiftsmühle, auch Burg-, Bann- oder Kurfürstenmühle genannt, die ihr Wasser aus dem Mühlengraben vom Loricher Bach bezog.

## Touristische Informationen
Die Denkmalzone Burg Pfalzel kann über die Bundesstraße 53, den ÖPNV (Nahverkehr in Trier), den Bahnhof Pfalzel an Eifelbahn und Moselstrecke, den Mosel-Radweg oder per Schiff (Anlegestelle Trier-Pfalzel) erreicht werden. Durch die Burganlage führt die Burgstraße.